# Charles de Valori
Pour les articles homonymes, voir famille de Valori et Valori (homonymie).
Charles Guy, comte de Valori ou de Valory, né à Paris le 5 août 1658, mort au Quesnoy le 3 juillet 1734, est un général et ingénieur militaire français.
Disciple et ami de Vauban, Valori est lieutenant général, spécialiste des fortifications, des sièges et des attaques de places fortes sous Louis XIV.

## Biographie
Charles Guy de Valori, né en 1658, est issu d'une ancienne famille de magistrats et hommes politiques florentins ; il est le fils aîné de Charles de Valori, seigneur de la Motte et de la Chaire, officier, et de Catherine Le Lièvre,. 
Charles de Valori devient à 16 ans, en 1674, lieutenant au régiment de Champagne, puis capitaine en Normandie en 1677. À partir de 1676 il est ingénieur militaire à tous les sièges qui ont lieu jusqu'à la paix de Nimègue en 1678.   

### Défenseur des places fortes, général
Décoré de la croix de saint-Louis en 1700, il est envoyé en mission dans la Flandre espagnole et en Gueldre, pour vérifier et renforcer la défense des places fortes. Il dirige ainsi les fortifications de Lille ; après la défense de cette ville, il est nommé en 1708 brigadier des armées du roi, et maréchal de camp la même année.

### Assiège et attaque les places fortes
Devenu ainsi général, Valori reçoit la direction des places de Picardie et de Flandre. Après la bataille de Denain en 1709, il dirige le siège de Marchiennes et le siège de Douai. Le maréchal de Villars écrit que « rien ne contribua plus au succès de ces deux sièges que la capacité, le sang-froid et l'intrépidité de M. de Valori ». Celui-ci est alors nommé lieutenant général et devient commandeur de l'ordre de Saint-Louis.
Valori est plus hésitant devant la place du Quesnoy défendue par le prince Eugène, mais fait de nouveau preuve d'audace à Bouchain, et y est récompensé par le gouvernement du Quesnoy et la grand'croix de l'ordre de Saint-Louis.
Le comte de Valori participe à plus de 36 sièges et dirige l'attaque de 9 importantes places fortes. Allent le décrit « sage, habile, prudent sans timidité, avare du sang des soldats ». Valori publie un récit de son siège de Douai. 
Selon Michaud qui cite les Mémoires du maréchal de Villars et l'Histoire militaire de Louis XV par Quincy, Valori a failli devenir maréchal de France. Il est mort le 3 juillet 1734. Son tombeau est exécuté par Saly, la maquette avec son effigie et ses armes en est conservée au Musée du Louvre.

### Distinction
- Grand-Croix de l'Ordre de Saint-Louis.

### Famille
Charles de Valori épouse le 23 juin 1679 Marie-Catherine Vollant, fille de l'ingénieur et architecte Simon Vollant (1622-1694).
Il est le père de :
- Paul Frédéric Charles de Valori, né en 1682, prêtre, chanoine, théologal de Saint-Pierre de Lille, abbé commendataire de Sauve, doyen de Lille.
- Charles Antoine Simon de Valori, né en 1683, capitaine, ingénieur en chef à Cambrai, chevalier de Saint-Louis.
- Charles Alexandre de Valori, né en 1689, religieux à l'abbaye Saint-Vaast d'Arras, prévôt d'Angicourt.
- Louis Guy Henri de Valori (1692-1774), lieutenant général, ambassadeur de Louis XV en Prusse, maréchal de France à titre posthume.
- Jean de Valori, né en 1694, prêtre, chanoine de Lille.
- Joseph de Valori, frère jumeau de Jean, né en 1694, mort en bas âge.
- Jules Hippolyte, né en 1696, capitaine d'infanterie au régiment de la Marine.
- Une fille, morte en bas âge.
- Louise Aimée de Valori.

### Représentations
- « La Douleur tenant un médaillon à l'effigie de Charles-Guy de Valory », maquette de tombeau, par Jacques François Joseph Saly, Musée du Louvre, Paris[5].

## Sources bibliographiques
- « Charles, comte de Valori », dans Michaud, Biographie universelle ancienne et moderne..., Paris, Thoisnier Desplaces, 1843-1865, tome 42, page 528 [lire en ligne].
- « Charles-Guy de Valori », Louis Moreri, Le grand dictionnaire historique, ou Le mélange curieux de l'histoire sacrée et profane..., tome 8 (Lettres Seh-Z), Amsterdam, Brunel, 1740, pp. 29-30 (Valori, Seigneurs de La Motte, « XI. Charles-Guy de Valori ») [lire en ligne].